# Elodes bertiae
Elodes bertiae is een keversoort uit de familie moerasweekschilden (Scirtidae). De wetenschappelijke naam van de soort werd in 1988 gepubliceerd door Bernard Klausnitzer.